# Ludvig Rosenkrantz
Ludvig Rosenkrantz (født 28. april 1628 i Odense, død 23. august 1685 i Kristiansand) var en dansk-norsk lensbaron, stiftamtmand og gehejmeråd. 
Han var søn af oberst Holger Rosenkrantz og Justina Ursula van der Lauwick. Ludvig Rosenkrantz' karriere syntes tidligt at skulle være militærvejen. Allerede før Christian 4.’s død havde han fået fændriks gage til ophold i udlandet for sin militære uddannelse, og dette fortsatte under Frederik 3. Efter hjemkomsten fik han 1654 bestalling at være skibskaptajn, 1658 blev han krigskommissær nordenfjelds (til 1661) og drog samtidig til Trondheim med den troppeafdeling, som sendtes dertil for at tilbageerobre byen fra svenskerne, der overgav den i december 1658. 1671 blev han vicegeneralkommissarius, og 1673 blev han amtmand i Stavanger Amt og assessor i overhofretten samt generalkommissarius. 1680 stiftamtmand i Kristiansands Stift, men flyttede dog først i 1684 fra Stavanger til Kristiansand. Samme år udnævnt til ridder af Dannebrog. I Kristiansand modtog han det følgende år Christian 5. ved dennes besøg i Norge, men døde kort efter sammesteds 23. august 1685 efter langvarig svagelighed. 
Ludvig Rosenkrantz var ca. 1657 blevet gift med den på det tidspunkt rigeste arving i Norge, jomfru Karen Axelsdatter Movat, datter af Axel Movat til Hovland m.m. Ægteskabet var særdeles fordelagtigt for den forholdsvis fattige Rosenkrantz. Således fik han et betydeligt jordegods i Bergens Stift. 14. januar 1678 blev han ophøjet i friherrestanden som baron til Baroniet Rosendal. Rosendal blev oprettet af tre af hans sædegårde, Hatteberg, Mel og Sem, med underliggende gods. Han beboede Hatteberg, hvor han i begyndelsen af 1660'erne opførte den endnu bevarede, prægtige hovedbygning. 1679 blev han gehejmeråd. Formentlig samtidig indgik han sit andet ægteskab; den første hustru Karen Movat var død 1675. Den nye hustru var dronning Charlotte Amalies kammerjomfru Clara Catharina von Stockhausen (død 1689). Ludvig Rosenkrantz regnes ved skatteansættelsen i 1676 for en af landets rigeste mænd, men alligevel var hans økonomiske forhold ved hans død temmelig dårlige. Alle hans fire sønner døde uden afkom, den sidste 1723. Hermed uddøde denne norske gren af den danske adelsslægt.